# Hjalmar Palin
Hjalmar Georg Palin, född 1848, död 1907, var en finländsk militär och politiker.
Palin blev officer vid infanteriet 1867, överste 1878 och stabschef hos generalguvernören 1880. Han var president i Finlands militära överdomstol 1883-1889, gövernör i Åbo-Björneborgs län från 1888 och samma år i Nylands län och blev även generalmajor under året. 1897-99 var Palin senator och chef för Ekonomidepartementets civilexpedition och blev 1897 geheimeråd.